# Yves-Louis Pinaud
Marcel Yves-Louis Pinaud (Burdeos, 26 de marzo de 1927-Annecy, 11 de abril de 2008) fue un deportista francés que compitió en vela en la clase Finn. Ganó una medalla de plata en el Campeonato Europeo de Finn de 1959.

## Palmarés internacional
| Campeonato Europeo | Campeonato Europeo | Campeonato Europeo | Campeonato Europeo |
| Año                | Lugar              | Medalla            | Clase              |
| ------------------ | ------------------ | ------------------ | ------------------ |
| 1959               | Lago Sils (Suiza)  | Medalla de plata   | Finn               |